# Columbia County (Arkansas)
Das Columbia County ist ein County im US-Bundesstaat Arkansas. Der Verwaltungssitz (County Seat) ist Magnolia. Das County gehört zu den Dry Countys, was bedeutet, dass der Verkauf von Alkohol eingeschränkt oder verboten ist.

## Geographie
Das County liegt im Südwesten von Arkansas, grenzt im Süden an Louisiana und hat eine Fläche von 1986 Quadratkilometern, wovon zwei Quadratkilometer Wasserfläche sind. Es grenzt an folgende Countys und Parishes:
|                  | Nevada County              | Ouachita County              |
| Lafayette County |                            | Union County                 |
|                  | Webster Parish (Louisiana) | Claiborne Parish (Louisiana) |

## Geschichte
Das Columbia County wurde am 17. Dezember 1852 aus Teilen des Hempstead County, des Lafayette County und des Quachita County gebildet. Benannt wurde es nach Columbia, der poetischen Bezeichnung für die Vereinigten Staaten im 20. Jahrhundert.
Die ersten Steuer-Erhebungen 1854 ergaben, dass es im Columbia County 1675 Sklaven gab bei einer Gesamtpopulation von rund 6000 Einwohnern. 1860, bei der ersten Volkszählung in diesem County wurden 12.449 Personen registriert. Davon waren 3599 Sklaven.
Die relative Isolation und das Fehlen von Transportwegen gestaltete den überregionalen Handel als äußerst schwierig. Columbia County war das einzige County in Arkansas, das keinen Anschluss an schiffbare Flüsse hatte. Dieser Zustand änderte sich erst mit der Anbindung an die St. Louis, Arkansas and Texas Railroad. 1882 wurde die erste Baumwolle mit einem Eisenbahnwaggon verschickt.

## Demografische Daten

Alterspyramide des Columbia County

Nach der Volkszählung im Jahr 2000 lebten im Columbia County 25.603 Menschen in 9981 Haushalten und 6747 Familien. Die Bevölkerungsdichte betrug 13 Einwohner pro Quadratkilometer. Ethnisch betrachtet setzte sich die Bevölkerung zusammen aus 62,08 Prozent Weißen, 36,06 Prozent Afroamerikanern, 0,26 Prozent amerikanischen Ureinwohnern, 0,34 Prozent Asiaten, 0,03 Prozent Bewohnern aus dem pazifischen Inselraum und 0,46 Prozent aus anderen ethnischen Gruppen. Unabhängig von der ethnischen Zugehörigkeit waren 0,77 Prozent der Bevölkerung spanischer oder lateinamerikanischer Abstammung.
Von den 9.981 Haushalten hatten 30,1 Prozent Kinder oder Jugendliche im Alter unter 18 Jahre, die mit ihnen zusammen lebten. 48,9 Prozent waren verheiratete, zusammenlebende Paare, 15,1 Prozent waren allein erziehende Mütter, 32,4 Prozent waren keine Familien. 29,2 Prozent aller Haushalte waren Singlehaushalte und in 13,8 Prozent lebten Menschen im Alter von 65 Jahren oder darüber. Die Durchschnittshaushaltsgröße lag bei 2,45 und die durchschnittliche Familiengröße bei 3,03 Personen.
25,1 Prozent der Bevölkerung waren unter 18 Jahre alt, 12,3 Prozent zwischen 18 und 24, 25,3 Prozent zwischen 25 und 44, 21,4 Prozent zwischen 45 und 64 und 15,9 Prozent waren 65 Jahre oder älter. Das Durchschnittsalter betrug 36 Jahre. Auf 100 weibliche kamen statistisch 90,9 männliche Personen und auf 100 Frauen im Alter von 18 Jahren und darüber kamen durchschnittlich 86,7 Männer.
Das jährliche Durchschnittseinkommen eines Haushalts betrug 27.640 USD, das Durchschnittseinkommen der Familien 36.271 USD. Männer hatten ein Durchschnittseinkommen von 31.313 USD, Frauen 20.099 USD. Das Prokopfeinkommen betrug 15.322 USD. 15,8 Prozent der Familien und 21,1 Prozent der Einwohner lebten unterhalb der Armutsgrenze.

## Kultur und Sehenswürdigkeiten

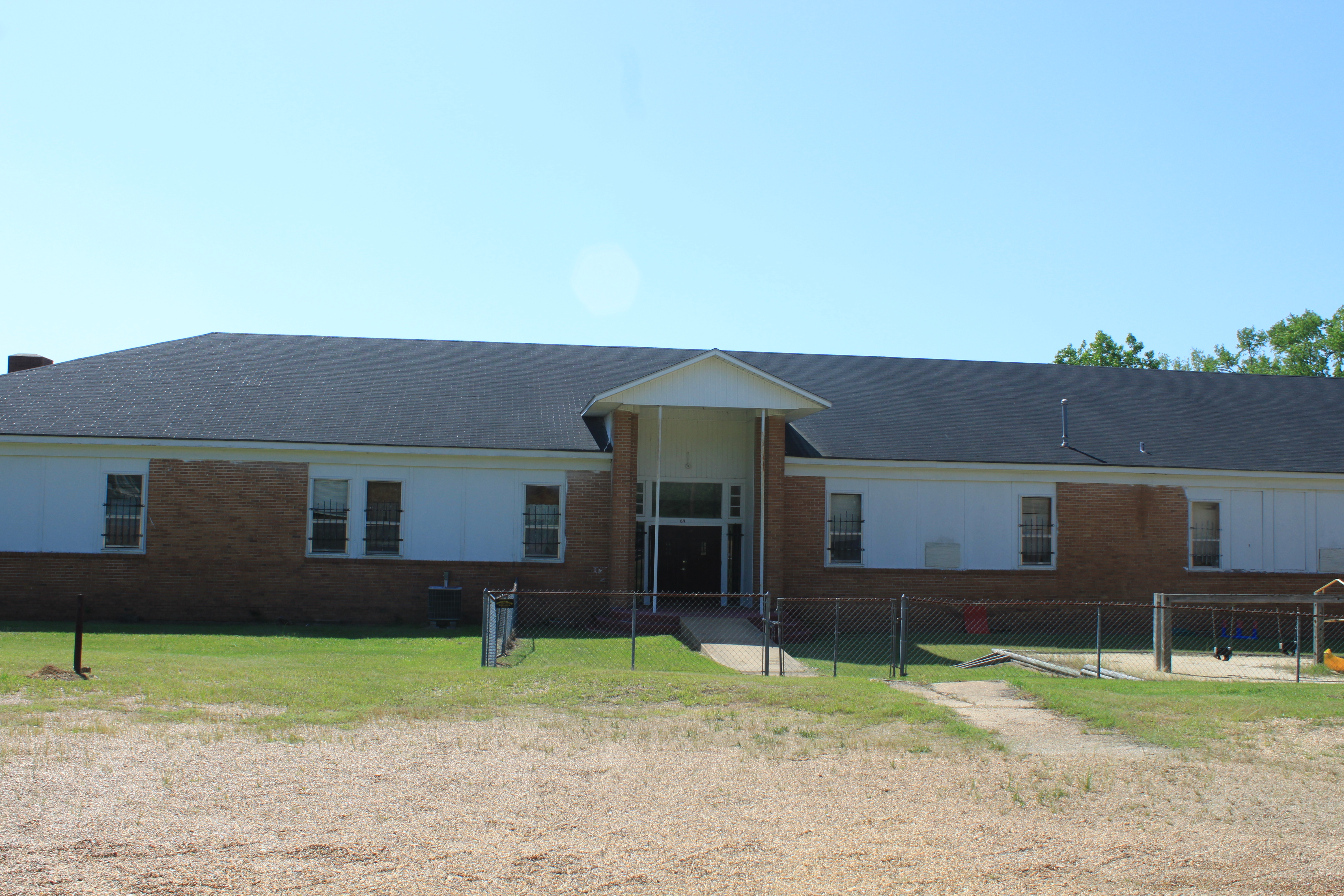
Magnolia Colored School Historic District (2015). Dieses Gebäude diente zur Zeit der Rassentrennung als Schule für afroamerikanische Kinder. Der historische Bezirk ist seit Januar 2014 im NRHP eingetragen.

22 Bauwerke, Stätten und historische Bezirke (Historic Districts) des Countys sind im National Register of Historic Places („Nationales Verzeichnis historischer Orte“; NRHP) eingetragen (Stand 12. Februar 2022), darunter das Courthouse des Countys, das Greek Amphitheatre und der Magnolia Colored School Historic District.

## Orte im Columbia County
- Atlanta
- Bethel
- Box Springs
- Brister
- Bussey
- Calhoun
- Calhoun Junction
- College Hill
- Damascus
- Dodson
- Ebenezer
- Emon
- Experiment
- Forest Grove
- Free Hope
- Friendship
- Harmony
- Horsehead
- Hunt
- Jefferson
- Johnston
- Kerlin
- Lamartine
- Laughlin
- Lumber
- Lydesdale
- Macedonia
- Magnesia Springs
- Medlock
- Noxobe
- Owens
- Partee
- Philadelphia
- Plainfield
- Rocky Mound
- Sharman
- Shiloh
- Snipe
- Spotville
- Talley
- Tide Water
- Village Junction
- Walker
- Walkerville
- Walnut Grove
- Ware
- Warnock Springs
- Welcome

Townships
- Emerson Township
- Magnolia Township
- McNeil Township
- Taylor Township
- Village Township
- Waldo Township